# David Copperfield (román)
David Copperfield, také Vlastní životopis, dobrodružství, zkušenosti a postřehy Davida Copperfielda mladšího, z osady Blunderstone (který pisatel nikdy a za žádných okolností nemínil vydat), nebo Život a osudy Davida Copperfielda (anglicky David Copperfield nebo The Personal History, Adventures, Experience and Observation of David Copperfield the Younger of Blunderstone Rookery (which he never meant to publish on any account) nebo David Copperfield) je částečně autobiografický dvoudílný román od anglického spisovatele Charlese Dickense vyprávěn v Ich-formě z pohledu Davida Copperfielda. Vyšel roku 1849. Do češtiny přeložili: Dora Hanušová, Alois Zábranský, Jan Stolz, Hana Šnajdrová, Hana Tetourová, Emanuela a Emanuel Tilschovi a Petra Diestlerová.

## Děj
Když se okolo roku 1820 v Anglii (Suffolk) narodil David, jeho otec již šest měsíců nežil. David vyrůstá v domě zvaném "Vraní hnízdo", společně s matkou Klárou a se služebnou Klárou Peggottyovou (zvanou Peggottka, protože má stejné křestní jméno jako Davidova matka). Když je Davidovi sedm, jeho matka se chce znovu vdát. Protože David je proti, je poslán chvíli bydlet s Peggottkou a její rodinou, jejím bratrem Danielem Peggottym, který přebývá spolu s ostatními členy rodiny Peggottyů v domě, který je vlastně lodí, přebudovanou na dům. Když se David s Peggotkou vrátí domů, jeho matka je již provdaná za pana Edwarda Murdstona, který do "Vraního hnízda" nastěhuje i svou sestru, slečnu Jane Murdstonovou. Oba malého Davida často trestají i fyzicky. Kláře je Davida líto, ale nedokáže svého manžela od fyzických trestů odradit. Když Davida pan Murdston opět bije, tak ho David kousne do ruky, čímž si vyslouží „převýchovu“ v internátní škole Salemský ústav. Školu vede Murdstonův přítel pan Creakl, ohledně výchovy má velmi podobné názory jako Edward Murdston, své žáky, včetně Davida, často bije a udílí jim přísné tresty, aby děti „vychoval“. Ve škole se David seznámuje s dobrákem Traddlesem a hlavně s Steerforthem, který je starší a má mnoho známostí, díky nimž si dokáže pobyt v ústavu zpříjemnit. Davida si oblíbí a velmi mu pomáhá, stávají se z nich přátelé. Peggottka Davidovi občas pošle dopis, což je jeho jediné spojení s domovem.
O prázdninách přijede David domů a zjistí, že Kláře se narodil chlapec Edward, Davidův nevlastní bratr. Zanedlouho ale Klára i s malým dítětem kvůli nemoci umírají. Peggottka se provdala za vozku Barkise. David zůstává v "Vraním hnízdě" s Murdstoneovými, krátce nato je ale poslán do Londýna, kde mu pan Murdstone zajistil zaměstnání. Davidovi je 11, když musí u "Murdstona a Grinbyho" v práci čistit láhve. Ubytován je jako podnájemník u rodiny Micawberových, se kterými se velmi sblíží. Pan Micawber je zadlužen a nakonec i uvězněn ve vězení pro dlužníky, spolu s ním jsou ve vězení i jeho dcery a manželka, David je chodí navštěvovat. Posléze uteče do Doveru ke své pratetě Betsey Trotwoodové. Ta jej přejmenuje na „David Trotwood Copperfield“ a David díky Betsey začne chodit do školy v Canterbury, kde bydlí u pratetina právníka Wickfielda a jeho dcery Agnes Wickfieldové, se kterou se David velmi sblíží.
O Agnes má zájem i Uriáš Heep, který se vetřel do přízně pana Wickfielda, snaží se ho podvést a převzít jeho firmu. Jeho zločiny jsou ale odhaleny Micawberem a Traddlesem.
David v Canterbury studuje práva, v kanceláři pana Spenlowa se David znovu setká s Steerforthem a představí ho rodině své chůvy Peggottky. V domě žije i Steerforthem kamarádka Emilka (Peggottčina neteř), kterou si má vzít za ženu Peggottčin synovec Ham. Naneštěstí Steerforth Emilku přemluví k útěku, svede ji a opustí ji. Steerforth umírá při ztroskotání lodi, Ham se ho pokouší zachránit, protože neví o něm a o Emilce, ale utone spolu s ním. 
David se mezitím ožení s Dorou Spenlowovou a proslaví se jako spisovatel. Po několika letech jeho žena umírá a David si uvědomí, že udělal chybu, když odmítl Agnesinu lásku.
David se tedy ožení s Agnes. Emilka a Daniel Peggottyovi začnou nový život v Austrálii. Wilkins Micawber si založil ovčí farmu v Austrálii.

## Zajímavosti
- Postava Wilkinse Micawbera je inspirována otcem Charlese Dickense, Johnem Dickensem.
- Známý iluzionista David Copperfield si svůj pseudomym zvolil právě podle románu David Copperfield.
- Slavná britská rocková skupina Uriah Heep zvolila svůj název podle jedné z postav románu David Copperfield.

## Filmové adaptace
- 1935 David Copperfield (The Personal History, Adventures, Experience, & Observation of David Copperfield the Younger) Americký film. Režie: George Cukor, hrají: Edna May Oliver, Basil Rathbone, Herbert Mundin.
- 1969 David Copperfield Anglický televizní film. Režie: Delbert Mann, hrají: Richard Attenborough, Cyril Cusack.
- 1999 David Copperfield Anglický televizní film. Režie: Simon Curtis, hrají: Maggie Smithová, Emilia Fox, Daniel Radcliffe, Ian McKellen, Bob Hoskins, Imelda Staunton, Ian McNeice, Colin Farrell.
- 2000 David Copperfield Americký televizní film. Režie: Peter Medak, hrají: Hugh Dancy, Michael Richards, Sally Fieldová, Anthony Andrews, Eileen Atkins.
- 2008 David Copperfield Anglický film. Režie: Peter Howitt, hrají: Simon Pegg, Colin Firth, Julie Waltersová.